# Zonitomorpha arcuatipes
Zonitomorpha arcuatipes es una especie de coleóptero de la familia Meloidae.

## Distribución geográfica
Habita en  Natal en (Sudáfrica).